# Печищанский сельсовет
Печищанский сельсовет (белор. Печышчанскі сельсавет) — упразднённая административная единица на территории Светлогорского района Гомельской области Республики Беларусь.

## История
16 декабря 2009 года Печищанский сельсовет упразднён. Населённые пункты: деревни Жердь, Медведов, Осопное, Печищи, Страковичи и посёлок Жердянский включены в состав Сосновоборского поселкового Совета депутатов.

## Состав
Печищанский сельсовет включал 6 населённых пунктов:
- Жердь — деревня
- Жердянский — посёлок
- Медведов — деревня
- Осопное — деревня
- Печищи — деревня
- Страковичи — деревня